# Autheuil, Orne

Autheuil este o comună în departamentul Orne, Franța. În 1 ianuarie 2018 avea o populație de 132 de locuitori.